# Prophecy (альбом)
Prophecy — четвёртый студийный альбом группы Soulfly, вышел в марте 2004 года на лейбле Roadrunner Records.
Работа над Prophecy происходила с новым составом группы, который Макс Кавалера набрал после окончания мирового тура в поддержку предыдущего альбома ॐ.
Все песни — Макс Кавалера, кроме «Defeat U» (Кавалера, Марианино), «Moses» (Кавалера, Кожик), «In the Meantime» (Гамильтон).

## Список композиций

### Обычное издание
| №   | Название                                                      | Длительность |
| --- | ------------------------------------------------------------- | ------------ |
| 1.  | «Prophecy»                                                    | 3:35         |
| 2.  | «Living Sacrifice»                                            | 5:03         |
| 3.  | «Execution Style»                                             | 2:18         |
| 4.  | «Defeat U (при участии Danny Marianino)»                      | 2:10         |
| 5.  | «Mars»                                                        | 5:25         |
| 6.  | «I Believe»                                                   | 5:53         |
| 7.  | «Moses (при участии Nemanja Kojic — Kojot (группа Eyesburn))» | 7:39         |
| 8.  | «Born Again Anarchist»                                        | 3:43         |
| 9.  | «Porrada»                                                     | 4:07         |
| 10. | «In the Meantime (Helmet cover))»                             | 4:45         |
| 11. | «Soulfly IV»                                                  | 6:04         |
| 12. | «Wings (при участии Asha Rabouin)»                            | 6:05         |

Бонус треки на специальном издании альбома — запись с концерта с Hultsfred Festival, Швеция, 15 июня 2001 года:
| №   | Название                               | Длительность |
| --- | -------------------------------------- | ------------ |
| 13. | «Back To The Primitive»                | 4:09         |
| 14. | «No Hope = No Fear»                    | 4:41         |
| 15. | «Spit»                                 | 2:31         |
| 16. | «Jumpdafuckup/Bring It»                | 4:26         |
| 17. | «The Song Remains Insane»              | 2:19         |
| 18. | «Roots Bloody Roots» (Sepultura cover) | 3:57         |

## Участники записи
- Макс Кавалера (Max Cavalera) — вокал, гитара, ситар, беримбау, продюсирование
- Марк Риццо (Marc Rizzo) — гитара, гитара фламенко
- Бобби Бёрнс (Bobby Burns) — бас
- Джоель Нуньес (Joe Nunez) — ударные, перкуссия

### Прочие участники
- Gloria Cavalera — продюсирование
- Monte Conner — A&R
- Terry Date — микшинг
- David Ellefson — бас, (треки 1, 4, 5, 6, 10)
- John Watkinson Gray — клавишные, семплы
- Ted Jensen — мастеринг
- Ljubomir Dimtrijevic — различные инструменты (треки 3, 8, 11)
- Meia Noite — перкуссия

## Позиции в чартах
Billboard 200 (Северная Америка) — 82 место